# Episteme vetula
Episteme vetula är en fjärilsart som beskrevs av Charles Andreas Geyer 1832. Episteme vetula ingår i släktet Episteme och familjen nattflyn. Inga underarter finns listade i Catalogue of Life.